# Qt Creator
Qt Creator é uma IDE multi-plataforma que traz consigo a Qt SDK. O pacote da IDE Qt Creator oferece desenvolvimento de aplicações multi-plataforma de maneira fácil e rápida.

## História
O desenvolvimento do que viria a se tornar o Qt Creator havia começado em 2007 ou antes sob os nomes transitórios Workbench e posteriormente Project Greenhouse. Ele estreou durante a última parte da era Qt 4, começando com o lançamento do Qt Creator, versão 1.0 em março de 2009 e, posteriormente, empacotado com o Qt 4.5 no SDK 2009.3.
Isso aconteceu em uma época em que o aplicativo independente Qt Designer ainda era a ferramenta de layout de widget preferida dos desenvolvedores. Não há nenhuma indicação de que o Creator tinha capacidade de layout neste estágio. O registro está um pouco confuso neste ponto (talvez devido a mudanças na propriedade ou ênfase no Qt Quick), mas a integração do Qt Designer no Qt Creator é mencionada pela primeira vez pelo menos no Qt 4.7 (ca. final de 2011). Na era Qt 5, é simplesmente declarado que "a funcionalidade [do Qt Designer] agora está incluída como parte da IDE Qt Creator."